# Lubomír Pleva
Lubomír Pleva (31. července 1929 Grygov – 1. srpna 1998 Přerov) byl český hráč na foukací harmoniku, čtyřnásobný mistr světa ve svém oboru, civilním povoláním středoškolský pedagog, učitel tělocviku. 
Narodil se v Grygově na Olomoucku. Už v mládí se věnoval atletice, jako dorostenec byl držitelem československého rekordu v hodu oštěpem. V Olomouci vystudoval Univerzitu Palackého. Poté působil v Přerově jako učitel tělesné výchovy a občanské nauky, a to 10 let na Gymnáziu Jakuba Škody a poté 30 let na učňovské škole v Šířavě.
V hraní na harmoniku byl samouk. Začal s ní v šestnácti letech. Velmi dobře však hrál i na housle. V období let 1971–1975 získal ve hře na harmoniku čtyři tituly mistra světa.
Zemřel v roce 1998 v Přerově a byl pohřben na místním městském hřbitově.